# Екотуризм

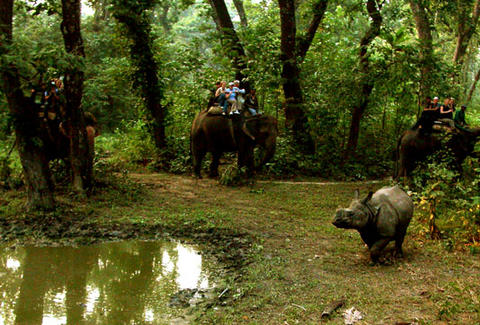
Подорож на слонах в Національному парку Чітван, Непал.

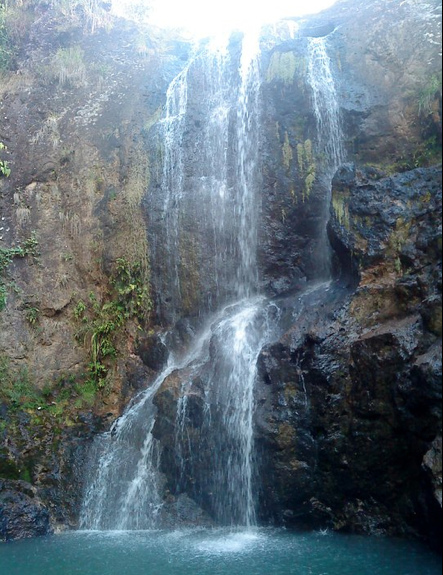
Водоспад Llano del Muerto в Сальвадорі

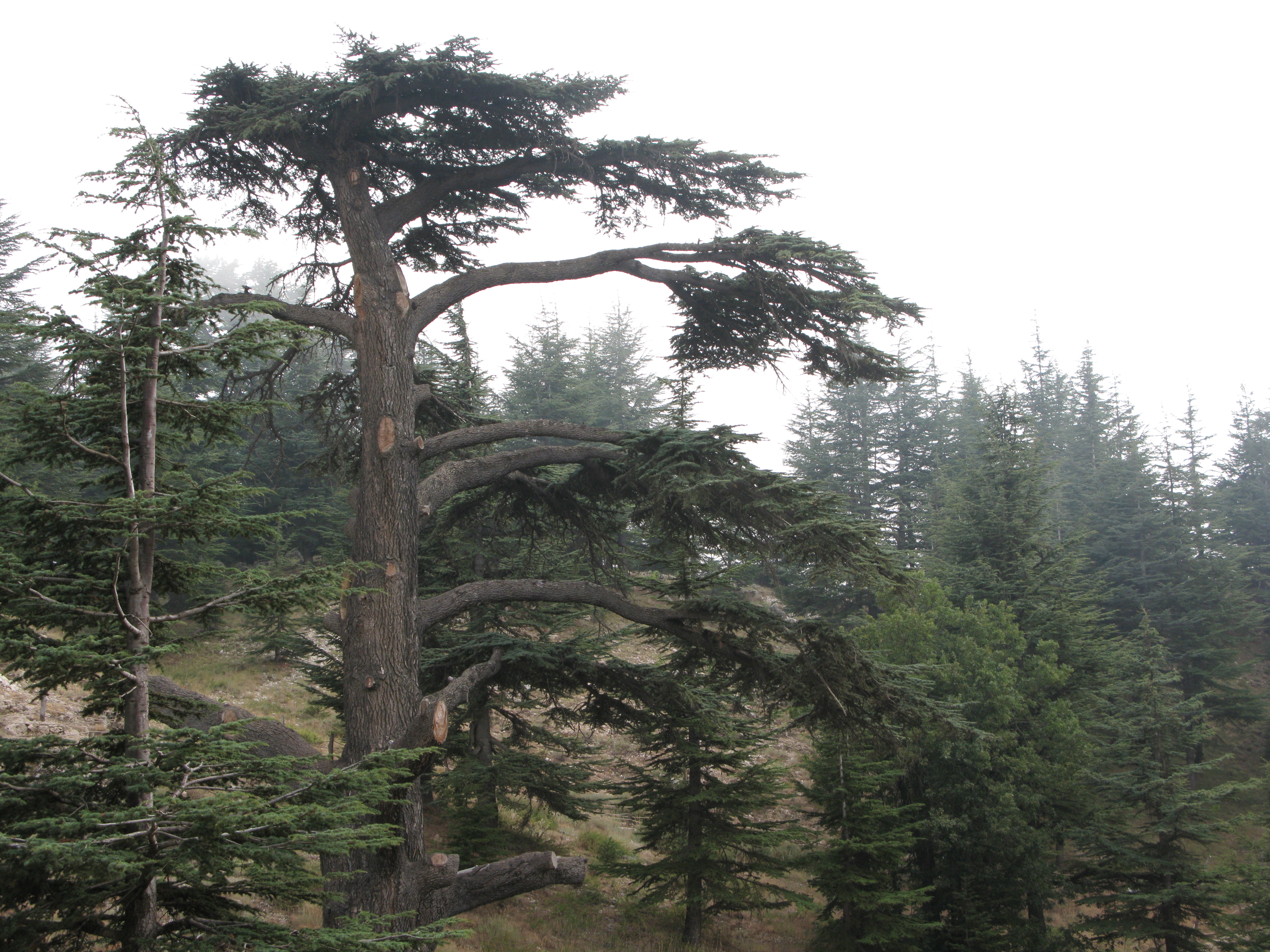
Кедри у Лівані

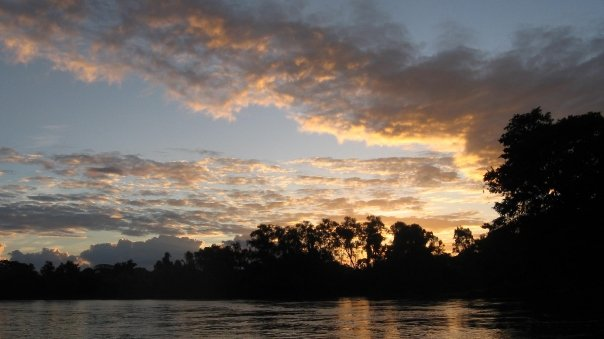
Лакандонські джунглі у Мексиці

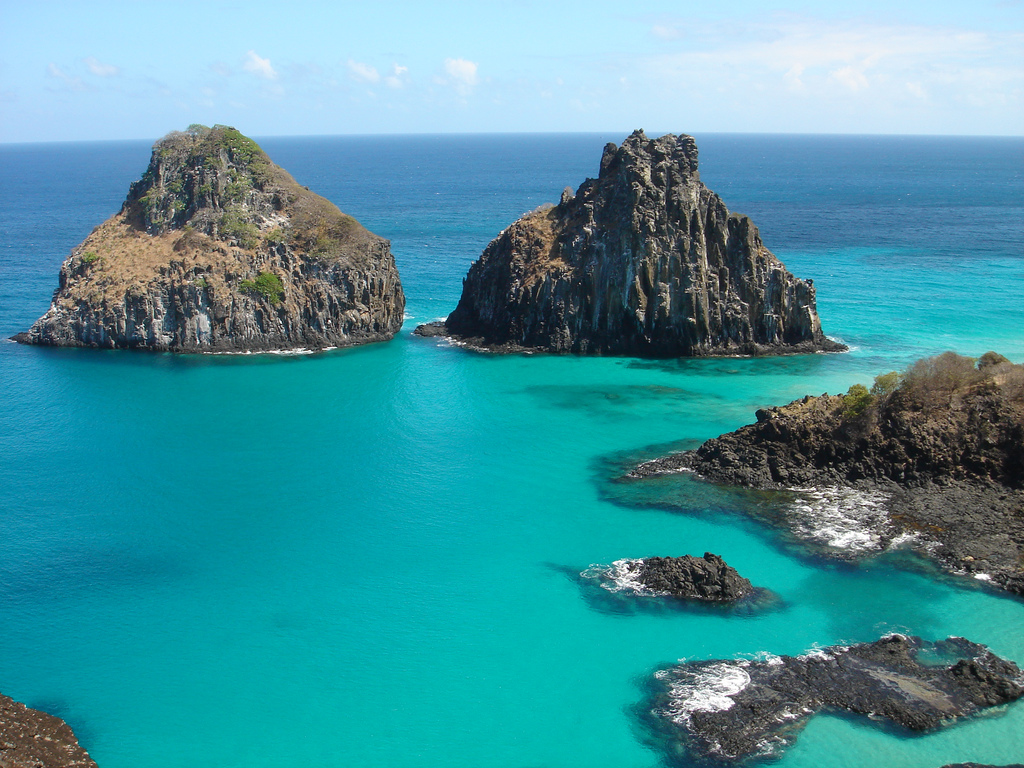
Fernando de Noronha у Бразилії

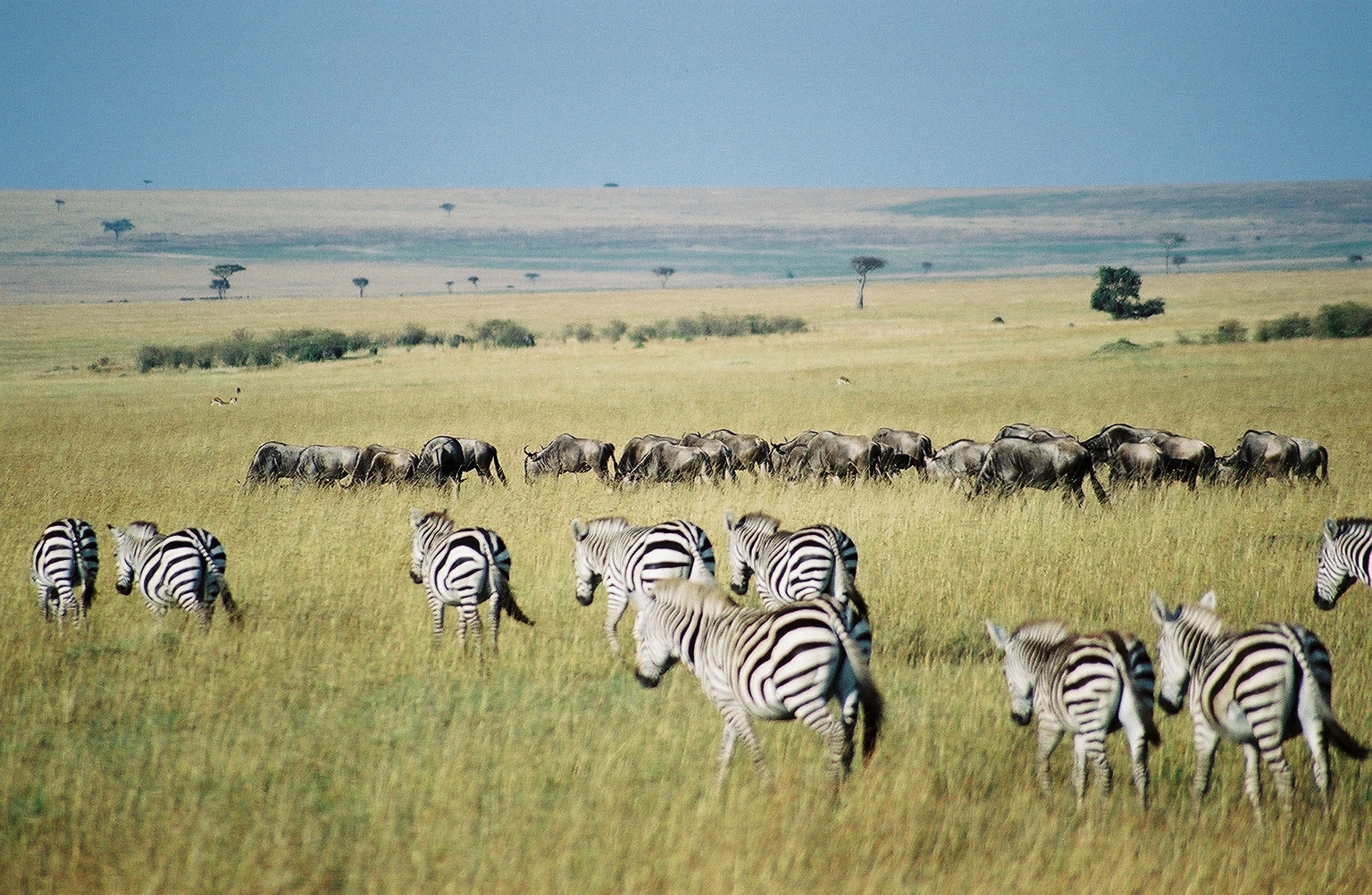
Гну і зебри в парковому заповіднику Masai Mara у Кенії.

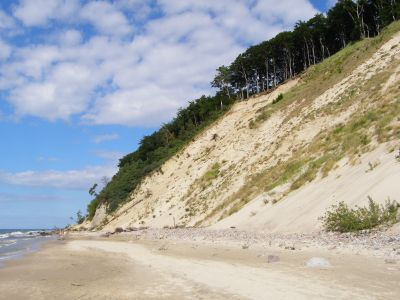
Волінський національний парк, Польща

Екотуризм, або екологічний туризм — тип туризму, що полягає у подорожах до природних недоторканих людиною та природоохоронних територій. Екотуристи намагаються не здійснювати значного впливу на територію. Екотуризм сприяє освіті туристів і дає змогу збирати гроші на заходи зі збереження природи території, допомагає розвиткові ізольованих поселень. Розвиток екотуризму часто розглядають як важливий засіб збереження довкілля для майбутніх поколінь.

## Історія
Вперше екотуризм (ecotourism) був представлений в Африці в 1950 році, з легалізацією полювання (Kamuaro, 2007). Ця потреба в рекреаційних зонах полювання призвела до створення заповідників, національних парків і мисливських угідь. Сьогодні ці райони перетворилися у важливі приносять величезний прибуток місця. З кінця 1980-х поняття екотуризм (ecotourism), відповідальний туризм і сталий розвиток стали переважаючими. Популярність екотуризму відображає зміну в сприйняттях туристів, зростання екологічної свідомості, і бажання більше дізнатися про навколишньому природному середовищу. Екотуризм став одним з самих швидкорослих секторів індустрії туризму в світі і щорічно зростає на 10-15% (Kamuaro, 2007). Про значення екотуризму свідчить той факт, що в 2002 році ООН, що володіє величезним потенціалом щодо захисту навколишнього середовища, зазначила «Міжнародний рік екотуризму».

## Особливості екотуризму
Екотуризм найбільше приваблює тих туристів, яких турбують проблеми екології. Він часто передбачає волонтерську роботу, інші активні заходи зі збереження довкілля та навчальні програми, що допомагають зменшувати негативний вплив людини на природу.
Основна причина виникнення екологічного туризму полягає у невідрегульованості відносин у системі «суспільство-природа» або в туристичній інтерпретації «туризм-екологія». Численні опитування туристів свідчать, що серед провідних мотивів туристських подорожей на перший план все більше виступає прагнення людей до спілкування з природою. Звідси походження близьких за змістом понять «м'який туризм» (soft tourism або розширений варіант nature tourism with a soft touch — дослівно: природний туризм із м'яким дотиком до природи), «зелений туризм» тощо.
Люди через зміни умов життя у великих містах-мегаполісах віддаляються від природи. Незмінними супутниками проживання в містах є ізольованість людини, почуття самотності, надмірні навантаження на нервову систему, що породжують постійне психологічне напруження та стреси. Мешканці великих міст усе частіше потерпають від нервових розладів і захворювань нервової системи. У них з'являється природне і цілком зрозуміле бажання виїхати на природу, щоб у спілкуванні з нею звільнити свою нервову систему від навантажень, що накопичилися в умовах міського проживання.
Екологічний туризм з його величезними рекреаційними і пізнавальними можливостями покликаний сформувати суспільну свідомість щодо охорони та раціонального використання природних багатств.
Екологічний туризм обов'язково має містити в собі елементи усвідомленого позитивного ставлення до довкілля, а не тільки його використання, нехай навіть в активних формах.
Необхідно зазначити, що внаслідок «понятійної» плутанини багато експертів із туризму відмовилися від використання терміна, тому що він трактується різними групами споживачів по-різному. Звідси і висновок міжнародного товариства екотуризму (TIES) про те, що ще довго не буде чіткого розмежування між туризмом і екотуризмом. Україна з її величезними природними багатствами, унікальними ландшафтно-кліматичними умовами і вигідним географічним розташуванням має винятково сприятливі умови для розвитку екологічного туризму та сільського зеленого туризму. В Україні найбільший розвиток отримав сільський зелений туризм в Карпатах. Це значною мірою обумовлено природними умовами, розвиненою санаторно-курортною інфраструктурою з джерелами лікувальних мінеральних вод, наявністю відомих гірськолижних курортів, таких як Славське і Буковель, приваблюють любителів зимового відпочинку. Позитивну роль саме у становленні сільського туризму в Карпатському регіоні зіграв традиційно високий рівень безробіття, який змусив населення самостійно вирішувати проблеми власної зайнятості шляхом розвитку цього сектора туризму, користуючись сприятливою кон'юнктурою останніх років. Зміцнення матеріальної бази зеленого туризму в Карпатах сприяють і гроші так званих "остарбайтерів" працюють у Польщі та інших країнах Центральної Європи. Сільський туризм у Криму отримав значно менший розвиток, ніж в Карпатах. Це пов'язано з тим, що основний потік туристів спрямовується на літній відпочинок в курортній зоні на самому узбережжі, де найбільш масовим є відпочинок у приватному секторі Криму. Зимовий відпочинок в Криму поступово здобуває популярність у міру поліпшення туристичної інфраструктури. Поступово все більшої популярності набуває сільський туризм у Криму, про що свідчить поява та активізація діяльності таких організацій як Кримська асоціація сільського зеленого туризму.
Найменш розвинений сільський зелений туризм в Східній Україні. Такі густонаселені області, як Луганська і Донецька налічують всього декілька туристичних садиб, у той час як реальний попит на заміський відпочинок у цих високо урбанізованих районах досить високий і лише частково задовольняється пропозицією відпочинку на морському узбережжі, або в інших регіонах. Екотуризм, заснований на принципах сталого туризму, може сприяти вирішенню багатьох проблем, пов'язаних з деградацією навколишнього середовища, в першу чергу, деградацією земельних і водних ресурсів, біорізноманіття. Його розвиток дозволить збільшити зайнятість населення в депресивних сільськогосподарських районах, що сприятиме відродженню Українського села.
Неодмінною умовою такого відродження є екологічна освіта і просвіта, «екологізація» економіки, включаючи і сферу туризму, підвищення інформованості суспільства та забезпечення доступу до екологічної інформації, а також перехід від декларативності до реальної політики сталого розвитку, з прийняттям відповідних державних програм із залученням та виділенням необхідного фінансування.

## Негативні наслідки екотуризму
Унаслідок зростання туристичних маршрутів місцевих жителів інколи змушують покидати свої будинки для іноземців, які “захищають природу”, а це є прямим порушенням прав людини. Один з найгірших прикладів – виселення народу масаїв для створення парку під зону екотуризму в Африці. Місцеві та національні уряди скористалися невіглаством масаїв та забрали у них величезні шматки пасовищ. Сьогодні близько 70% національних парків і заповідників у Східній Африці розташовані на землях корінних мешканців.
Хоча екотуризм призначений для невеликих груп, однак навіть незначний приріст населення, хоч і тимчасовий, створює додатковий тиск на місцеве суспільство. З’являється нагальна необхідність в розвитку додаткової інфраструктури для покращення комфорту туристів. Це зумовлює додаткове будівництво водоочисних і санітарно-технічних споруд та використання і без того обмежених місцевих ресурсів.
Перетворення природного середовища на туристичну інфраструктуру (навіть якщо це зелений туризм) спричинило зменшення популяції метеликів у Мексиці та мавп виду Saimiri в Коста-Ріці.
Дехто вважає, що екотуризм може порушити місцеву флору та фауну. Екотуристи переконані, що лише фотографуючи та спостерігаючи, зберігають об’єкти дикої природи незайманими, але навіть такі безневинні види діяльності людини можуть бути екологічно руйнівними.
Так у Непалі для екотуристів створили альтернативні маршрути, що спричинило забруднення ґрунту, ерозію та пошкодження рослин. Непрофесійне спостереження за дикою природою може відлякувати тварин, порушувати їхні місця годування та гніздування. У Кенії присутність спостерігачів змусило покинути гепардів свої домівки. Це значно збільшило ризик інбридингу (схрещування близькоспоріднених організмів), що загрожує зникненню виду.
Ініціатори зеленого туризму кажуть, що наразі проводяться досліджень для поліпшення структури екотуризму та усунення певних недоліків.

## Принципи екотуризму
10 заповідей екотуриста, сформульованих TIES:
1. пам'ятати про вразливість Землі;
2. залишати тільки сліди, забирати з собою тільки фотографії;
3. пізнавати світ, у який потрапив: культуру народів, географію;
4. шанувати місцевих мешканців;
5. не купувати вироби, що піддають небезпеці довкілля;
6. завжди ходити тільки протоптаними стежками;
7. підтримувати програми захисту довкілля;
8. де можливо, використовувати методи зберігання довкілля;
9. підтримувати (патронувати) організації, що сприяють захисту природи;
10. подорожувати з фірмами, що підтримують принципи екотуризму.

З цих позицій екологічний туризм можна вважати головною концептуальною ідеєю сталого розвитку туристичної індустрії у XXI сторіччі.

## Зелений туризм
Зелений туризм (або літній туризм) — це відвідування туристичних об'єктів у період вегетації флори.
Цей період є найсприятливішим для організації рекреаційної діяльності людей і, відповідно, характеризується максимальною щільністю туристів, а також найбільш комфортними умовами для рекреації. До того ж, це час дії найвищих тарифів на туристський продукт і послуги.
Згідно з офіційними статистичними даними Всесвітньої туристичної організації, «зелені» подорожі займають від 7 % до 20 % від загального обсягу туристичних поїздок.
Зелений туризм в Україні представлений небагатьома організаціями, але з кожним роком такий відпочинок обирає все більше людей. Причому, спостерігається збільшення популярності нетипових напрямків для поїздок. Більшість поціновувачів екотуризму, як і раніше, вирушає у Карпати, але значно зростає кількість відвідувачів невеличких готелів у мальовничих частинах інших регіонів України, наприклад, у селі Коробів Хутір на Харківщині, на «диких» пляжах уздовж Чорного моря на Херсонщині тощо.[джерело?]
На Вінниччині зелений туризм представлений з 2008 року місцевим осередком Спілки сприяння розвитку сільського зеленого туризму. Керує осередком господиня садиби сільського зеленого туризму «Подільська родина» Бас Оксана Іванівна. Гостинна садиба знаходиться у селі Гайове Жмеринського району.
34 "зелені садиби" приймають туристів на Запоріжжі.
На Черкащині є такі "зелені садиби": "Коло друзів", "Холодноярський зорепад", "Дикий хутір", "Мальва Озерна".Зелений сільський туризм (green rural tourism), або агротуризм (agrotourism, farm tourism), особливо популярний в США і країнах Західної Європи, - відпочинок у сільській місцевості (у селах, на хуторах, в зручних селянських будинках). Туристи деякий час ведуть сільський спосіб життя серед природи, знайомляться з цінностями народної культури, прикладного мистецтва, з національними піснями та танцями, місцевими звичаями, беруть участь в традиційному сільському працю, народних святах і фестивалях.
На Сумщині та Чернігівщині зелений туризм популярний в лісовій екосистемі вздовж русла ріки Десна. Туристи відвідують місцевість в області Мезинського національного природного парку, різноманітні заміські комплекси, санаторії та бази відпочинку.

## Критика екотуризму
Останнім часом з боку екологів лунає все більше критики в бік екотуризму, особливо його розвитку на територіях природно-заповідного фонду. Багато фахівців у галузі охорони природи і заповідної справи схиляються до думки, що будь-який вплив туризму, в тому числі і екотуризму, є негативним для дикої природи. Це полягає у витоптуванні рослинності, небезпеці виникнення пожеж, факторі занепокоєння для диких тварин, забрудненні водних джерел, засмічуванні території, вандалізмі тощо. Тому вважається, що заповідники взагалі не можна рекламувати щодо екотуризму. Саме з цих міркувань 2010 року до Закону України «Про природно-заповідний фонд України» додано поправки, які забороняють всі види туризму на території природних заповідників.